# Emil Konečný
Emil Konečný (19. března 1916 Praha – 23. září 2005 Praha) byl český herec.

## Život
Maturoval v roce 1934 a následně až do zavření českých škol Němci studoval architekturu v Brně. Současně se vzdělával v herectví na Konzervatoři v Brně. Již během studia vystupoval příležitostně v menších rolích v Zemském divadle v Brně, od roku 1940 zde získal angažmá. Následně působil v divadle v Plzni (1942–1943) a v pražském Divadle na Vinohradech (1943–1945). V letech 1945 až 1984 byl členem činohry pražského Národního divadla. Působil také jako rozhlasový herec.

## Divadelní role, výběr
- 1943 Ch. D. Grabbe: Don Juan a Faust, Juan (j.h.), Divadlo Na Poříčí, režie František Salzer
- 1945 Jan Drda: Hrátky s čertem, Hubert, Stavovské divadlo, režie Aleš Podhorský
- 1949 Edmond Rostand: Cyrano z Bergeracu, Kristian, Tylovo divadlo, režie František Salzer
- 1950 William Shakespeare: Zkrocení zlé ženy, Lucenzio, Tylovo divadlo, režie František Salzer
- 1958 William Shakespeare: Král Lear, Vévoda burgundský, Národní divadlo, režie František Salzer
- 1959 William Shakespeare: Hamlet, Guildenstern, Národní divadlo, režie Jaromír Pleskot
- 1963 William Shakespeare: Romeo a Julie, Montek, Národní divadlo, režie Otomar Krejča
- 1976 Alois Jirásek: Lucerna, Dvořan, Národní divadlo, režie Josef Mixa
- 1980 Karel Čapek: Bílá nemoc, Malomocný-Otec, Tylovo divadlo, režie Miroslav Macháček
- 1987 William Shakespeare: Král Jindřich IV, Rytíř Walter Blunt, Národní divadlo, režie Alois Hajda
- 1993 Henrik Ibsen: Divoká kachna, Plešoun, Stavovské divadlo, režie Ivan Rajmont